# Лютеранская церковь Святой Екатерины (Киев)
Лютеранская церковь Святой Екатерины (укр. Кірха Святої Катерини) — немецкая евангелическая церковь в Киеве.

## История

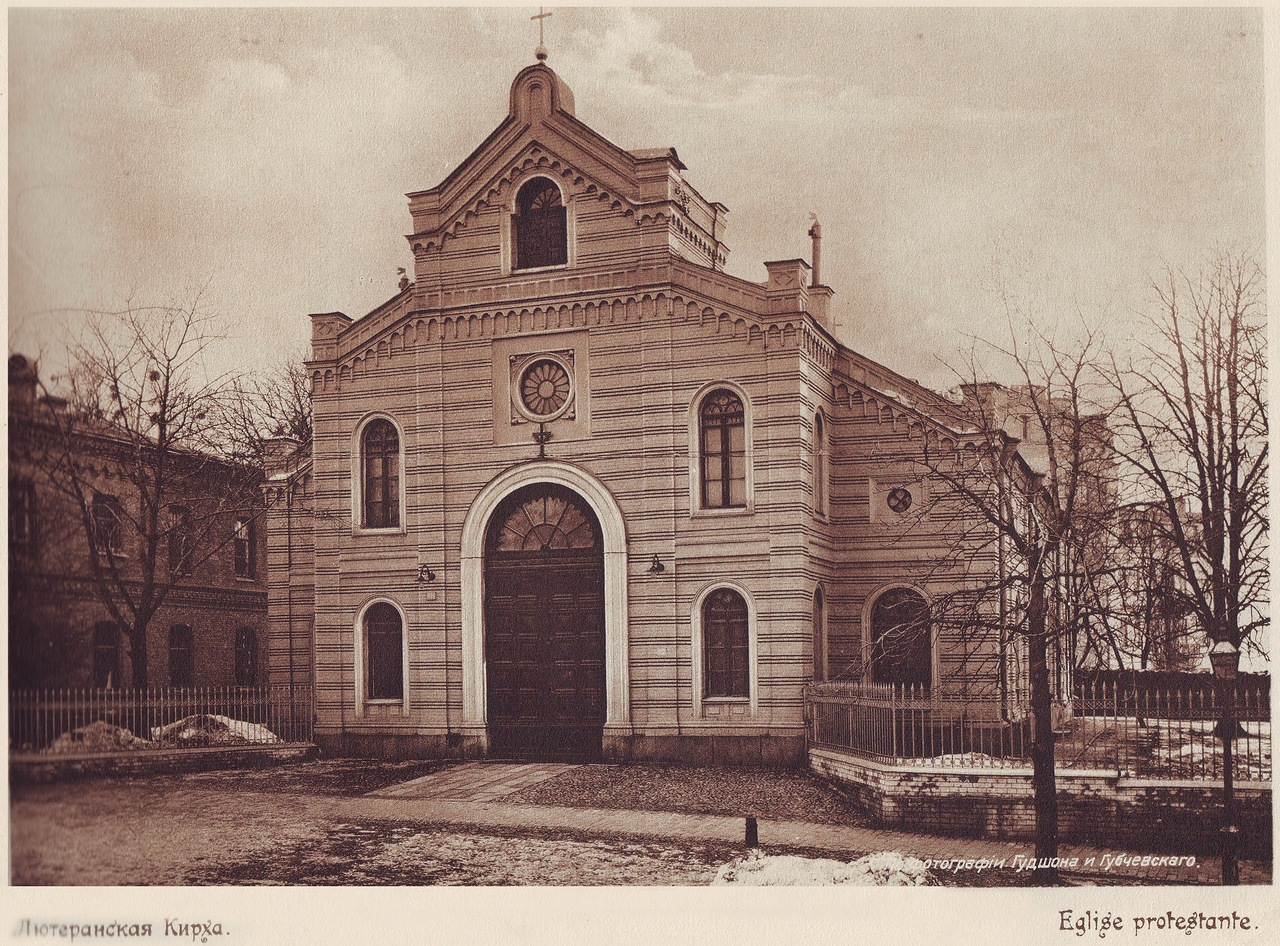
Лютеранская церковь Святой Екатерины, 1911

На Украине и Киеве в частности немцы-колонисты поселились во 2-й половине XVIII века. Первые переселенцы жили преимущественно на Подоле. Первые богослужения для ещё небольшой немецкой общины отправлялись в доме Георга Бунге — держателя первой городской аптеки. Однако вскоре общине стало тесно в небольшом доме аптекаря и уже на протяжении 1794—1795 годов на Спасской улице возвели небольшую деревянную кирху в честь Св. Екатерины. Эта первая церковь погибла в огне подольского пожара 1811 года. Но уже вскоре город предоставил верующим место на окраине Липок. 25 июня 1812 была заложена новая деревянная церковь. Финансовые трудности заставили церковных старост заложить свои дома и возвести на эти средства церковь.
Нынешняя здание кирхи сооружена по проекту архитектора Ивана Штрома. Осуществил строительство и внутреннюю отделку Павел Шлейфер. Заложено здание было 19 июня 1855 года, а освящено 4 августа 1857 года. Церковь отличалась замечательной акустикой, имела орган, подаренный купцом Кельном. Рядом с храмом находилось лютеранское училище. В 1854 году при кирхе члены общины организовали «Общество пения» (Киевское певческое общество), а вскоре были созданы хор и симфонический оркестр. Улица в честь жителей и расположение храма получила название Лютеранской.
Бурные события революции 1917—1919 годов и установление советской власти в городе положили конец мирной жизни лютеранской общины. Начались гонения на духовенство, в 1937 году был арестован последний из пастырей. В 1938 году община была ликвидирована, а храм — закрыт. В храме поочередно располагались клуб, затем склад, а с 1973 года — дирекция Музея народной архитектуры и быта. Вследствие 60-летнего использования не по назначению помещение кирхи было полностью искажено, интерьеры — потеряны. В годы Второй мировой войны был уничтожен дом пастора, который располагался напротив кирхи.
С обретением Украиной независимости храмы начали возвращаться к верующим. В начале 1990-х годов была возрождена деятельность лютеранской общины, а в 1998 году храм вернули верующим. В течение 1998—2000 годов продолжалась реконструкция кирхи и с 2000 года обновленный храм является полноценно действующим.
В течение событий Евромайдана помещения кирхи использовалось для оказания помощи раненым участникам протестов.